# Ana Jotta
Ana Maria Torres Malta Jotta (São Sebastião da Pedreira, Lisboa, 1946), conhecida por Ana Jotta é uma artista plástica / pintora portuguesa.

## Biografia / Obra

Album, 2008, tinta acrílica sobre ecrã de projeção, altura 211 cm

Nasceu em 1946 em Lisboa, cidade onde vive e trabalha. Frequentou a Escola Superior de Belas Artes de Lisboa e, depois, a Ecole Nationale Supérieure des Arts Visuels de la Cambre, Bruxelas (1965-68). Ao longo dos anos de 1970 dedicou-se principalmente ao teatro, tendo colaborado, entre 1976 e 1979, como atriz e cenógrafa com "Produções Teatrais" (Teatro Universitário, Lisboa), para se centrar, a partir da década seguinte, nas artes visuais.
O corpo de trabalho que vem construindo desde o início dos anos de 1980 revela uma sequência de ruturas e apagamentos: "o apagamento dos seus próprios passos anteriores, das ideologias do modernismo, dos mitos do pós-modernismo, da própria noção de autoria que ela tanto desconstrói como reconstitui. Assim ela tem vindo a desmantelar a noção de um «estilo único» ou «coerente». Com inteligência, humor e uma sempre depurada economia de meios".
A sua obra, extremamente singular, pode associar-se à herança do Dadaísmo ou às vias concetuais das décadas de 1960 e 1970, recorrendo a uma grande diversidade de soluções técnicas e formais, fazendo da inconstância uma regra, da ausência de estilo um estilo, enfatizando a importância do fazer e a sua inextricável ligação ao conceito. "A artesanalidade é [...] uma revelação da irreverente domesticidade que na sua obra encontramos, assim como do modo como [...] daí parte para um tão labiríntico quanto lúdico jogo de identidades". Nessa longa interrogação da identidade e da autoria, Ana Jotta poderá jogar com o seu próprio nome (ou apenas com as suas iniciais), interpelar o espectador, ficcionar a condição da autora. Outro aspeto deste jogo de identidades "revela-se na prática sistemática da cópia e da apropriação [...] . Referências da história de arte misturam-se com referências da cultura popular do século XX numa permanente reciclagem de imagens que pontua toda a sua obra".
Ana Jotta utiliza livremente o desenho, a pintura, a assemblage, a escultura, o bordado, a palavra escrita ou os objetos do quotidiano, "num exercício diarístico em que [...] contrapõe a intimidade do dia-a-dia à assunção das suas realizações enquanto obra de arte. A irrisão de uma atitude quase Dadaista com que […] materializa os seus projetos suscita o humor ou a crítica distanciada dos universos da arte e das suas mitologias. A construção de um discurso feminino sobre a arte é simultaneamente praticada e criticada, num exercício de distanciação das retóricas do feminino no mundo da arte".
A sua icónica casa em Campo de Ourique é uma espécie de museu onde todos os elementos com que trabalha estão presentes.

## Exposições
Exposições individuais institucionais:
- "Rua Ana Jotta" (retrospetiva), curadoria de João Fernandes, Museu de Serralves, Porto, 2005[7]
- "A Conclusão da Precedente" (antológica), curadoria de Miguel Wandschneider, Culturgest, Lisboa, 2014[8]

Exposições individuais em galerias:
- "Gaetana, Sala de Estar", Galeria EMI-Valentim de Carvalho, Lisboa, 1985
- "Eu Seja Cão", Galeria EMI-Valentim de Carvalho, Lisboa, 1987
- "A Coragem de Lassie", Galeria EMI-Valentim de Carvalho, Lisboa, 1988

- "Portraits", Galeria Diferença, Lisboa, 1989
- "Drinks", Galeria Diferença, Lisboa, 1989

- "Firmeza I e II", Galeria Alda Cortez, Lisboa, 1990
- "Pintura", Galeria Alda Cortez, Lisboa, 1991
- "Mon Petit Crochet", Galeria Alda Cortez, Lisboa, 1992

- Mon Petit Crochet", Galeria Berini, Barcelona, 1993
- "Jotta & Casqueiro", Galeria Alda Cortez, Lisboa, 1994
- "Lição nº 11 e Lição nº 12", Galeria Alda Cortez, Lisboa, 1995

- "Haverá Vida depois do Trabalho?", Galeria Módulo, Lisboa, 2001

- "Monoparental", Galeria Quadrado Azul, Porto, 2002

- "Amor Vacui", Lisboa 20 Arte Contemporânea, Lisboa, 2003
- "Ana Jotta, pintura, pintura", Galeria Filomena Soares, Lisboa, 2005

- "Fora de portas", Galeria João Esteves de Oliveira, Lisboa, 2005
- "Luna Park", Lisboa 20 Arte Contemporânea, Lisboa, 2006
- "Holichite", Lisboa 20 Arte Contemporânea, Lisboa, 2008
- "21 artistes pour demain", Lisboa 20 Arte Contemporânea, Lisboa, 2008
- "S/he is Her/e", Chiado 8, Lisboa, 2008
- "Colecção #1 (Ana Jotta)", Culturgest, Lisboa, 2009
- "Pontinha, Estação Rateira", Galeria Miguel Nabinho, Lisboa, 2010[10]
- "Grandes Mestres da Literatura Policial", Galeria Miguel Nabinho, Lisboa, 2011[11]
- "ENCORE!", gbagency, Paris (França), 2012
- "How to Stay Alive in the Woods", Galeria Belo-Galsterer, Lisboa, 2013[12]
- "Ana Maria", Galeria Miguel Nabinho, Lisboa, 2013[13]
- "Deserto Vermelho", Galeria Miguel Nabinho, Lisboa, 2014[14]
- "ARARUTA" (com Manuel Caldeira), Galeria João Esteves de Oliveira, Lisboa, 2014
- "A terceira casa à esquerda", Galeria Miguel Nabinho, Lisboa, 2015[15]
- "Cassandra", Culturgest, Porto, 2016
- "TI RE LI RE", Le Crédac, Ivry-Sur-Seine (França), 2016[16]
- "Autoretrato em Solidó", Galeria Miguel Nabinho, Lisboa, 2016[17]
- "Abans que me n’oblidi", ProjecteSD, Barcelona (Espanha), 2016[18]
- "Portuguese handicraft", Etablissement d'en face, Bruxelas (Bélgica), 2016
- "Fala-Só", Galeria Miguel Nabinho, Lisboa, 2017[19]
- "pas de deux", GABINETE, Lisboa, 2017
- "Ana Jotta. Bónus", MAAT, Lisboa, 2017[20]
- "DAS - IST - DAS?", Temporary Gallery, Colónia (Alemanha), 2018[21]
- "Não sendo Marquise, sempre quis ter uma Lavandaria.", Marquise, Lisboa, 2018
- "Ana e Eu", Galeria Miguel Nabinho, Lisboa, 2018[22]
- "Composição", Appleton, Lisboa, 2019[23]
- "Parterre", Guimarães, Viena (Áustria), 2019
- "Inventória", Casa São Roque - Centro de Arte, Porto, 2019[24]
- "Don’t flinch, don’t fall, leave the light on", greengrassi, Londres (Reino Unido), 2019[25]
- "Untitled", ProjecteSD, Barcelona (Espanha), 2019
- "Suite j, a vida é um palco", Galeria Miguel Nabinho, Lisboa, 2020[26]
- "Un jour sans pain* est un jour sans soleil", Keijiban, Kanazawa (Japão), 2021[27]
- "SEMPRE", Lumiar Cité, Lisboa, 2022
- "Un jour sans pain* est un jour sans soleil", Parterre, Lisboa, 2022
- "Next song we will sing...", Galeria Miguel Nabinho, Lisboa, 2024[28]
- "Composição", Kunsthalle Zürich, Zürich, 2024[29]

Além destas, desde os princípios dos anos 80 o trabalho de Ana Jotta foi apresentado em inúmeras mostras coletivas, em feiras de arte e bienais (ARCO, Madrid; Bruxelas; Joanesburgo; Barcelona; etc.).

## Prémios e Reconhecimento
- 2005 - O Museu Serralves organiza uma exposição retrospetiva dos seus trabalhossob o título "Rua Ana Jotta" e a curadoria de João Fernandes;[30]
- Foi-lhe atribuído o Grande Prémio EDP/Arte 2013 (Fundação EDP); [31]

- 2014 - Prémio AICA/SEC/Millennium bcp pela exposição “A Conclusão da Precedente” (Culturgest, Lisboa);[32]
- 2017 - Prémio Rosa-Schapire-Kunstpreis (Kunsthalle, Hamburgo);[33][34]
- 2023 - Grande Prémio Amadeo de Souza-Cardoso, atribuído pelo Município de Amarante;[35]
- Ana Jotta está representada em colecções públicas e particulares, podendo destacar-se as seguintes: Caixa Geral de Depósitos (Lisboa); Centro de Arte Moderna, Fundação Calouste Gulbenkian (Lisboa); Fundação ARCO (Madrid); Fundação Luso-Americana (Lisboa); Fundação de Serralves(Porto); Fundação EDP (Lisboa).[7]